# Al-Hilal SC Bengasi
|  | Aquest article tracta sobre el club de futbol de Bengasi (Líbia). Vegeu-ne altres significats a «Al-Hilal». |

L'Al-Hilal SC Bengasi (àrab: نادي الهلال الرياضي, Nādī al-Hilāl ar-Riyāḍī, ‘Club Esportiu del Creixent’) és un club de futbol libi de la ciutat de Bengasi. Al-Hilal significa ‘el Creixent’.

## Palmarès
- Lliga líbia de futbol:[1]
  - Segon classificat: 1964–65, 2000
- Copa líbia de futbol:[2]
  - 2000–02
  - Finalista: 1976–77, 1997–98, 2003–04, 2016-17, 2017-18